# La Granja, Tres Valles
La Granja är en ort i Mexiko.   Den ligger i kommunen Tres Valles och delstaten Veracruz, i den sydöstra delen av landet, 300 km öster om huvudstaden Mexico City. La Granja ligger 48 meter över havet och antalet invånare är 668.
Terrängen runt La Granja är mycket platt. Runt La Granja är det ganska tätbefolkat, med 75 invånare per kvadratkilometer. Närmaste större samhälle är Nuevo Paso Nazareno, 11,3 km sydväst om La Granja. Trakten runt La Granja består till största delen av jordbruksmark.